# Collipulli
Collipulli (mapudungún: Tierras coloradas) es una ciudad y comuna de la zona sur de Chile, de la provincia de Malleco en la Región de la Araucanía (Chile). Esta ciudad está ubicada a los 37° 57, de latitud Sur, y a los 72° 26, de longitud Oeste, a 31 km de su capital provincial, Angol. Se encuentra asentada a 244 metros de altitud. Se le confirmó el título de Villa por decreto del 22 de agosto de 1874, y el de ciudad por ley el 12 de marzo de 1887.
Integra junto a las comunas de Angol, Curacautín, Ercilla, Lonquimay, Los Sauces, Lumaco, Purén, Renaico, Traiguén y Victoria (de la provincia de Malleco); Galvarino, Lautaro, Melipeuco, Perquenco y Vilcún (de la provincia de Cautín); el distrito electoral N.º 22 que elige a cuatro diputados. Así mismo pertenece a la XI circunscripción senatorial que comprende a la Región de La Araucanía que cuenta con cinco escaños en el Senado.

## Historia

### SigloXIX
La ciudad de Collipulli que debe su nombre al idioma mapuche, y significa «tierras coloradas». Fue fundada como un fuerte militar por Cornelio Saavedra Rodríguez el 22 de noviembre de 1867, del cual hoy no quedan huellas. Se encontraba protegido por fosos y estacas de madera, y era apoyado por una serie de puentes que se encontraban tendidos sobre el río Malleco y sus afluentes. 
Asimismo, se fundaron otros fuertes en el sector, entre los que se encontraban: Huequén, Cancura, Lolenco, Chiguaihue, Perasco y Curaco. Todo este proceso de fortificación se vio acompañado por la instalación de colonos, que se dedicaban a la agricultura en los alrededores de las fortificaciones.
En tanto, en la historia de Collipulli se denota la presencia de la Misión Franciscana, lo cual se traduce en la construcción de un Convento en 1869, pasando a llamarse, en la década de 1880, como Convento de la Misión de San Leonardo de Porto Mauricio, nombre dado en honor a un misionero italiano de la orden Franciscana y que fue declarado como Monumento Histórico Nacional en 2013. Se destaca en 1889 la llegada del Banco de José Bunster a la localidad, así como también marca un hito la construcción del Viaducto del Malleco, idea del ingeniero Gustavo Adolfo Flühmann y Victorino Aurelio Lastarria. Su inauguración oficial fue el 26 de octubre de 1890 por parte del entonces Presidente de la República, José Manuel Balmaceda, acompañado por una comitiva de 400 personas. Desde esa fecha Collipulli y la Región contaron con una rápida y efectiva locomoción para el comercio. Dentro de la época de inauguración del Viaducto del Malleco, hoy considerado Monumento Nacional, la ciudad contaba con una población de 21 442 habitantes, dedicados principalmente a la producción triguera y de madera.[cita requerida] Durante esa misma época y dentro del contexto de la colonización europea de la Araucanía, arribó un contingente de inmigrantes suizos a la comuna, quienes contribuyeron al desarrollo urbano y agropecuario en la zona.
En 1894 se inauguró la municipalidad. Su primer alcalde fue Fernando Robles Jamett, en cuya administración se construyeron algunas calles, casas de ventas, mercado, matadero, alumbrado, hospital, banda de músicos y un cuerpo de policía.

### SigloXX

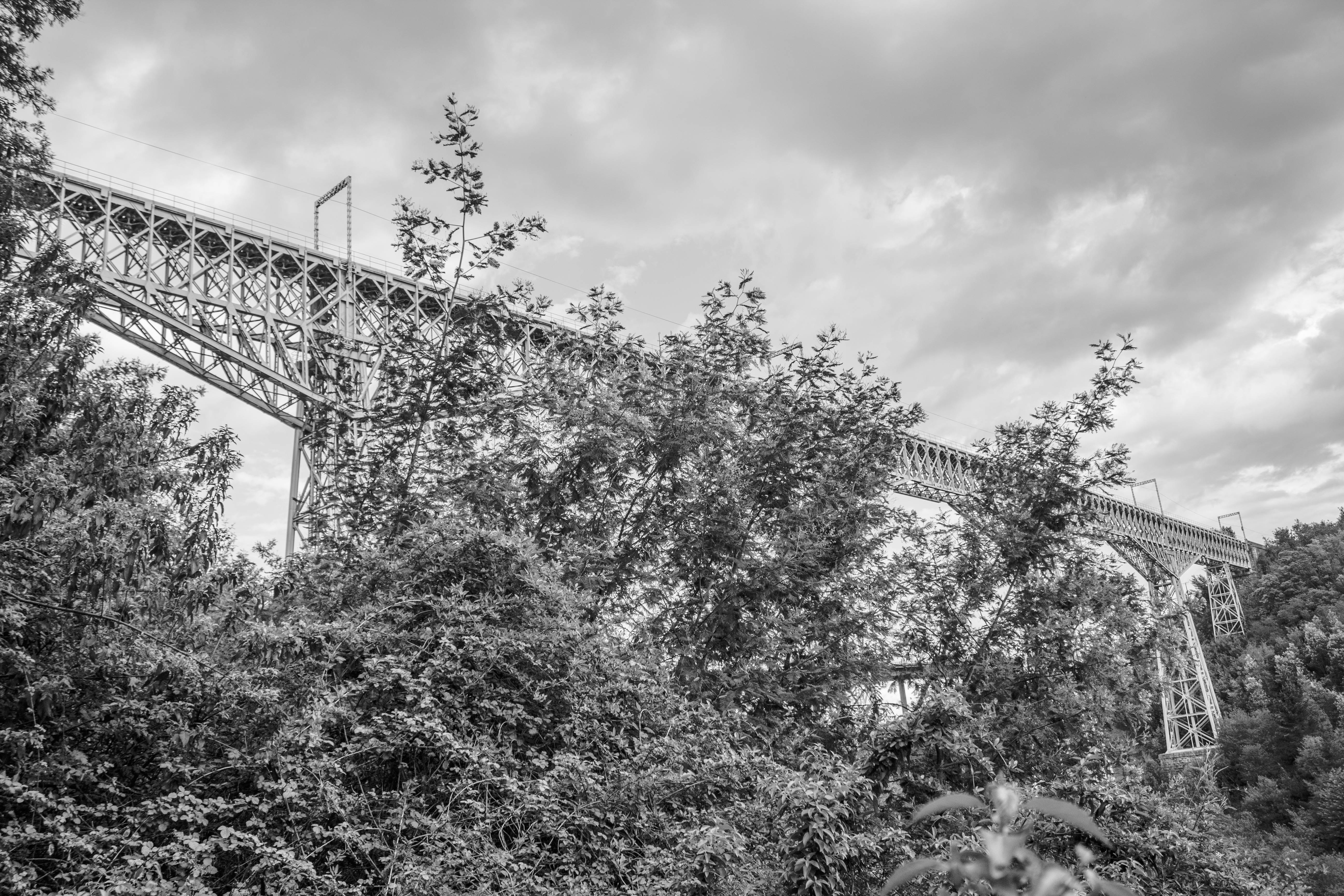
Monumento Nacional Viaducto del Malleco.

La compañía molinera "El Globo", propiedad de la Familia Bunster, es quien permite la instalación de luz eléctrica en el alumbrado de las Calles de la ciudad el 15 de enero de 1910. El 16 de marzo de 1916 se funda la Primera Compañía de Bomberos "Manuel Bunster" por la Colonia Italiana presente en Collipulli, en la cual destacan como primer director don Arquímides Bagolini, como primer capitán don Rafael Vallebuona y como primer mártir don José Stagno Fullé. El primer carro de Bombas de la Cia. de Bomberos era tirado por los voluntarios y fue conocido como "El Gallito".
Según el censo general de población del año 1930, señala que la comuna de Collipulli contaba con 13 544 habitantes, y el número de viviendas alcanzaba a 2.284.
El Registro Civil e Identificación funciona en la ciudad desde 1920. El Club Rotario fue fundado el 26 de abril de 1937 y su primer presidente fue Romain François. La Sociedad Gota de Leche se inicia el 22 de noviembre de 1945. La Sociedad Cooperativa Agrícola fundada en marzo de 1946 y su primer presidente fue Arnoldo Stegmann Putsche. La Cruz Roja se fundó el 5 de mayo de 1961 y su primera presidenta fue Elianira Gámbaro de Geissbühler. Indap fundó su sede en la ciudad en 1962. El Seguro Social es inaugurado en su local el 22 de julio de 1964. El Club de Leones fue fundado el 4 de octubre de 1964 y su primer presidente fue Marcelo Doussoulin Heyries.

### SigloXXI
Durante la seguidilla de incidentes en la Araucanía de 2020, que forman parte del conflicto en la región histórica, la comuna fue la más afectada con ataques incendiarios en la Región de La Araucanía (excluyendo a la provincia de Arauco), donde incluso falleció una persona baleada en uno de los 25 atentados ocurridos durante ese año en el área comunal.

## Medio ambiente

### Geomorfología y componentes abióticos

Trazado simplificado de los ecosistemas y cuerpos de agua presentes en la comuna de Collipulli.

La comuna de Collipulli se encuentra emplazada en las unidades geomorfológicas de Llano central con morrenas y conos, Cordillera volcánica activa y Precordillera; y presenta según la clasificación climática de Köppen clima mediterráneo de lluvia invernal (Csb), clima templado lluvioso con leve sequedad estival (Cfb (s)) y clima templado lluvioso frío con leve sequedad estival (Cfc (s)). Esta además se halla en la cuenca hidrográfica de río Biobío. Además, la comuna posee diversos cuerpos de agua, entre los que se destacan el río Amargos, río Callin, río Cato, río Malleco, río Mininco, río Niblinto, río Pichimalleco y río Renaico.

### Componentes bióticos
Dentro del territorio de la comuna se pueden hallar los siguientes ecosistemas:
- Bosque caducifolio mediterráneo donde predominan Nothofagus obliqua y Persea lingue (En peligro crítico)
- Bosque caducifolio mediterráneo interior donde predominan Nothofagus obliqua y Cryptocarya alba (En peligro crítico)
- Bosque caducifolio templado andino donde predominan Nothofagus alpina y Dasyphyllum diacanthoides (En peligro)
- Bosque caducifolio templado andino donde predominan Nothofagus alpina y Nothofagus dombeyi (Vulnerable)
- Bosque caducifolio templado andino donde predominan Nothofagus pumilio y Araucaria araucana (Vulnerable)
- Bosque caducifolio templado andino donde predominan Nothofagus pumilio y Azara alpina (Vulnerable)
- Bosque resinoso templado andino donde predominan Araucaria araucana y Nothofagus dombeyi (Vulnerable)
- Bosque siempreverde templado andino donde predominan Nothofagus dombeyi y Gaultheria phillyreifolia (Vulnerable)

### Medidas de protección ambiental y conflictos socioambientales
Hasta 2022, la comuna de Collipulli cuenta con las siguientes zonas que cuentan con algún nivel de protección ambiental:
- Araucarias (Reserva Biósfera)[20]
- Parque Nacional Tolhuaca (parque nacional)
- Reserva Forestal Malleco (Reserva Forestal)[21]

## Demografía

### Localidades
Dentro de esta comuna se encuentran las localidades de Pemehue, Curaco, Mininco,  Villa Esperanza, Villa amargo, entre otras

## Administración
La Municipalidad de Collipulli es dirigida por su alcalde, Manuel Macaya Ramírez (RN), quien es la máxima autoridad comunal, el cual es asesorado y fiscalizado por el Concejo municipal, compuesto por seis concejales.
Asimismo, la comuna pertenece al distrito electoral n.º 22, el cual es representado en la Cámara de Diputados del Congreso Nacional por los parlamentarios 
Jorge Rathgeb Schifferli (RN), Diego Paulsen Kehr (RN), Andrea Parra Sauterel (PPD) y Mario Venegas Cárdenas (DC). A su vez, la comuna pertenece a la Circunscripción XI (Araucanía), la cual es representada en el Senado por los legisladores José García Ruminot (RN), Carmen Gloria Aravena Acuña (ind.), Jaime Quintana Leal (PPD), José García Ruminot (RN), Francisco Huenchumilla Jaramillo (DC) y Felipe Kast Sommerhof (Evopoli).

## Economía

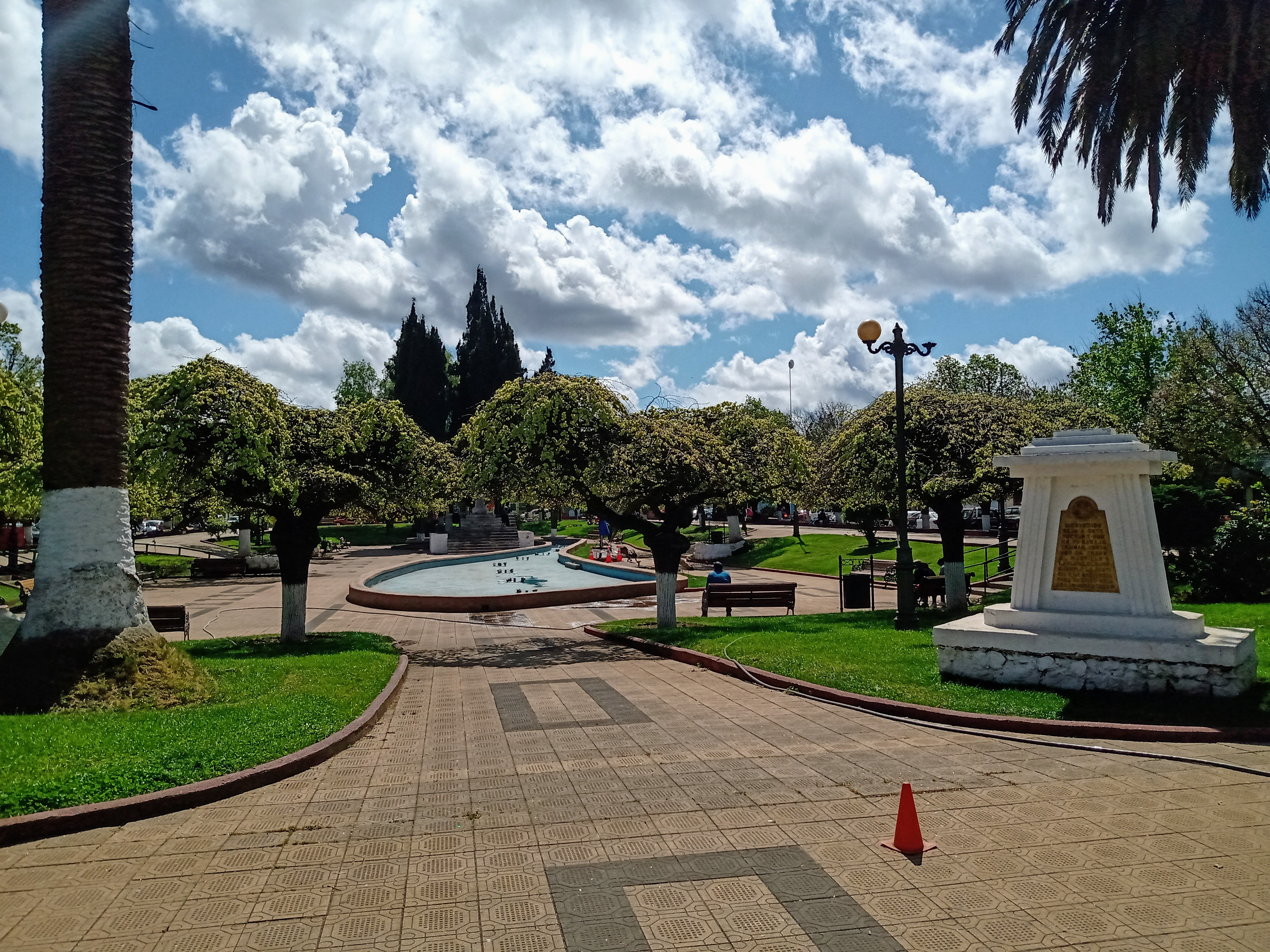
Plaza de Armas de Collipulli, histórico centro de convergencia comunal y punto neurálgico del centro urbano

Los principales sectores económicos de la comuna están asociados a la actividad agropecuaria, hortofrutícola, forestal y los servicios. En este sentido, a pesar de que predominan los suelos con capacidad de uso agrícola, la actividad forestal ha ido ganando espacio en los últimos años.
En 2018, la cantidad de empresas registradas en Collipulli fue de 239. El Índice de Complejidad Económica (ECI) en el mismo año fue de -0,47, mientras que las actividades económicas con mayor índice de Ventaja Comparativa Revelada (RCA) fueron Servicios de Forestación (240,05), Servicio de Roturación de Siembra y Similares (187,64) y Fabricación de Otros Productos Químicos (100,36).

### Energías renovables
El área comunal posee un potencial para la generación de energía eólica. En consecuencia, en octubre de 2018 fue aprobado el proyecto para la construcción del parque eólico «Malleco», ejecutado por la compañía WPD Chile, ubicado a 17 km del centro urbano de la comuna. Contará con 77 aerogeneradores con una potencia nominal de 273 MW, contribuyendo así con la producción a gran escala de energías renovables en Chile.

## Cultura

### Patrimonio

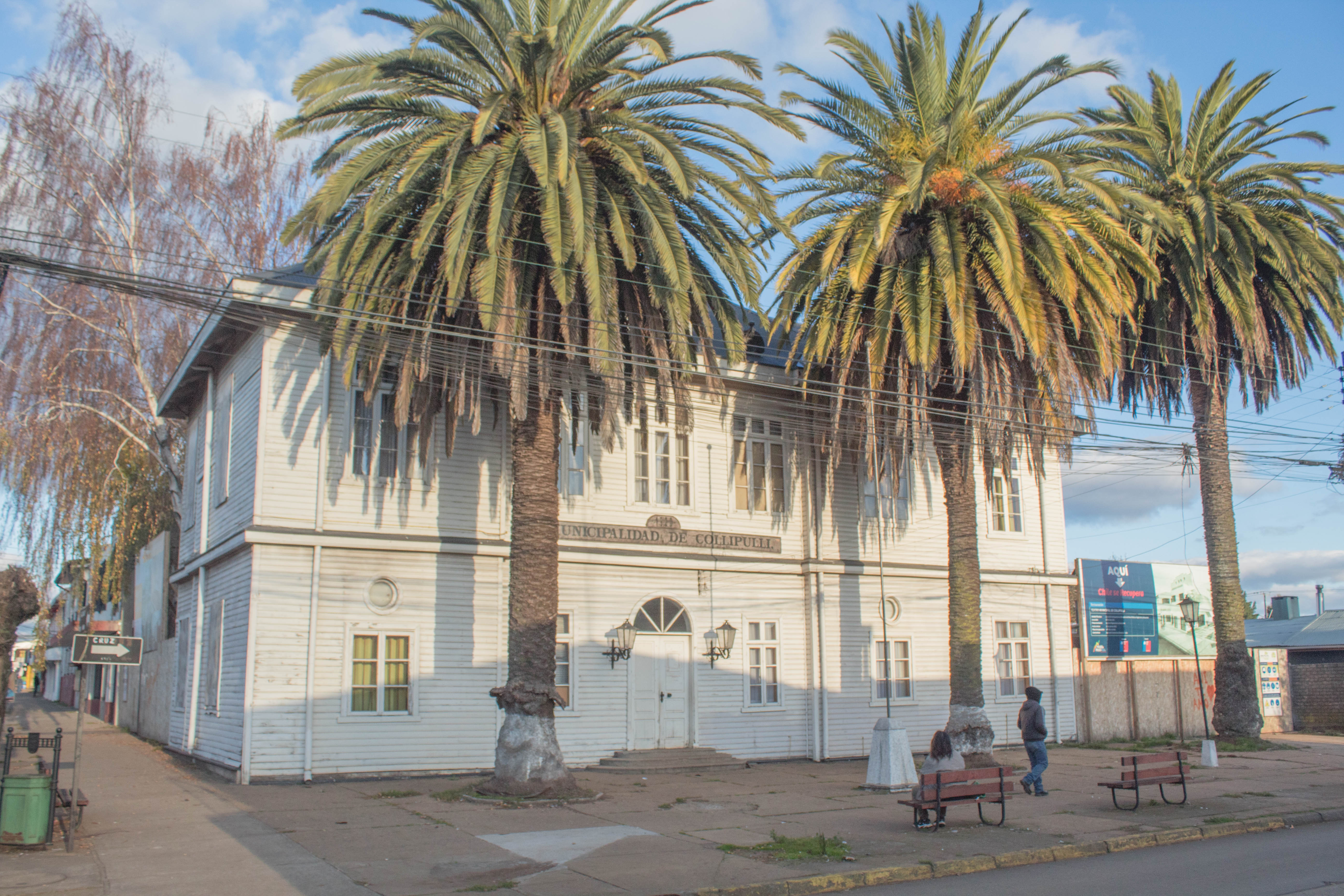
Ex edificio consistorial de Collipulli, actual Casa Museo

- Espacio Cultural Casa Museo (antiguo edificio consistorial de Collipulli): ubicado en la intersección de las calles Cruz y Alcázar. El antiguo edificio consistorial de la Ilustre Municipalidad de Collipulli fue construido entre los años 1917 y 1920, diseñado por el arquitecto Celindo Muñoz Rivera y por décadas, este edificio albergó a la Municipalidad de Collipulli. Este inmueble cuenta con dos niveles, en su diseño arquitectónico se observa la elegancia de la volumetría simple, y características del estilo francés con algunos detalles de Boiserie (molduras de madera adosada a la pared) y cornisas muy pronunciadas, tabiquería de madera nativa, grandes ventanales en su fachada posterior que iluminan su hall principal, este último muy amplio que conecta los salones del primer piso y la escalera hacia el segundo. Su fachada principal destaca la asimetría de sus ventanas y un torreón en altura, que sobresale desde su techo. En la actualidad Casa Museo es un espacio dedicado al desarrollo de la Cultura, el Arte y el Patrimonio de la Comuna de Collipulli.[24] El edificio consistorial de la Municipalidad de Collipulli, es declarado por el Consejo de Monumentos Nacionales como Monumento Histórico bajo el Decreto 168 del 14 de mayo de 2009.[25]

- El Puente del diablo. Según la leyenda, este puente fue terminado por el diablo, quien puso un perno de oro que sostenía el peso de la estructura, y a cambio, obtuvo las almas de los obreros que trabajaron en su construcción. En la actualidad la leyenda añade que quien logre hallar y quitar el perno de oro, será el dueño de las almas cautivas y el puente se desmoronará.

## Transporte
La principal vía de conexión terrestre es por la Autopista Ruta del Bosque desde el norte, donde finaliza su trayecto en el área urbana de la comuna para luego continuar como Ruta 5 Sur (Panamericana). Asimismo, conecta con otras carreteras, como la Ruta 182, la R-310 y la R-35. 
En relación con el transporte aéreo, el Aeródromo Agua Buena es un terminal aéreo ubicado dentro de la comuna.

## Medios de comunicación

### Radioemisoras
FM
- 107.9 MHz Radio Edison
- 88.7 MHz - Radio Millaray
- 91.5 MHz - Radio Corporación
- 101.9 MHz - Radio Viaducto[26] Su primera emisora fue Radio Continental 1580 AM, que transmitió hasta el año 2007, fecha en la cual cerró sus transmisiones tras malos resultados económicos y por la destrucción que sufrió su antena.[27]
- 107.5 MHz - Radio Sureña[28]